# 甄楷
甄楷（492年—537年），字德方，中山郡毋极县（今河北省无极县）人，南北朝北魏至东魏的官员。甄琛之子。
北魏永平年间，曾向魏宣武帝献上《高祖颂》十二篇，凭借门荫制度被任命为秘书郎。延昌四年（515年），宣武帝驾崩，在即将举行葬礼之际，甄楷因与河南尹丞张普惠等人饮酒嬉戏，被免去官职。神龟二年（519年），任城王元澄担任司徒，将他召至麾下，任命他为功曹参军，不久后转任尚书仪曹郎。孝昌元年（525年），广阳王元渊被召回洛阳时，甄楷正在家乡为亲人守丧。元渊出兵定州前，征召甄楷兼任长史，负责管理定州事务。孝昌二年（526年），鲜于修礼、毛普贤等人率领北镇流民在定州西北的左人城发动叛乱。叛军向定州州城进军，当时州城内有许多从燕州、恒州、云州逃来的难民，甄楷担心这些人响应叛乱，便将三州人中性格凶暴者逮捕并处决。后来定州刺史元固、大都督杨津等人来到州城，甄楷才返回自己家中。鲜于修礼等人因憎恨甄楷杀害北方流民，掘开了他父亲的坟墓，抬着棺木在城外巡游，以示报复。魏孝庄帝时期，甄楷被召回洛阳，担任中书侍郎。永安三年（530年），尔朱荣被杀后，他代理常山郡太守。魏孝武帝初年，被授予征东将军、金紫光禄大夫，后转任卫将军、右光禄大夫。之后被高澄征召，担任仪同府咨议参军。天平四年（537年），甄楷去世，享年四十六岁，被追赠骠骑将军、秘书监、沧州刺史。